# Touring Europe and the UK, 2004
Touring Europe and the UK, 2004 is een ep van het album The Cat Empire van de australische band The Cat Empire, dat de band verkocht tijdens optredens van hun tour door Europa en het Verenigd Koninkrijk. Het werd in 2003 opgenomen in de Sing Sing Studios in Melbourne. De nummerlijst zoals die werd aangegeven op de hoes klopte niet met de werkelijke nummers.

## Lijst met nummers
Zoals ze op de cd staan:
1. "How To Explain" 3:38
2. "Days Like These" 4:07
3. "The Lost Song" 3:15
4. "Feline/Intro 2" 2:36
5. "The Chariot" 5:35
6. "Hello" 3:44

Nummers zoals aangegeven op het hoesje:
1. "How To Explain" 3:38
2. "Days Like These" 4:07
3. "The Lost Song" 3:15
4. "The Rhythm" - 3:24
5. "The Crowd" - 2:19
6. "Hello" 3:44
7. "The Wine Song" - 7:22